# Conselho Internacional de Arquivos
O Conselho Internacional de Arquivos (CIA; em inglês ICA – International Council on Archives) é uma organização internacional independente constituída por membros de vários tipos de organizações arquivísticas, por profissionais e estudantes da área, instalada em França. Este conselho trabalha no sentido de fazer chegar aos órgãos competentes informação sobre boas práticas a nível da gestão arquivística, disponibilizando informação, investigação e educação ao alcance de qualquer país, a nível mundial para melhores práticas nos arquivos. Para esse efeito, são organizados vários congressos, de onde por vezes resultam reformas, normas, decisões ou publicações tendo em conta a preocupação com os arquivos a nível mundial, tentando encontrar soluções para os problemas existentes e para os que possam surgir. As recomendações que sugerem são baseadas em normas, manuais, orientações técnicas e outras publicações no âmbito da arquivística, que são importantes para orientar a gestão dos documentos ao longo da sua vida. A partir dos anos 90 do século 20, quando a produção de documentos electrónicos começa a dominar, o CIA começa a emitir normas visando a regulamentação dessa produção. No que diz respeito à preservação de documentos, o Conselho fomenta a preservação digital, tentando fazer chegar essa prática às organizações a nível internacional, como uma forma de preservar o original, fazendo com que continue acessível.

## História
Em 1931, sob a alçada da Liga das Nações do Instituto da Cooperação Intelectual, é criado o Comité Consultivo Permanente em Arquivos. Três anos depois, o Comité publica o Guia Internacional de Arquivos.
A 9 de Junho de 1948 é criado o Conselho Internacional de Arquivos, elegendo presidente Charles Samaran, na altura director geral dos Arquivos de França. A primeira publicação do Conselho resulta de parceria com a UNESCO: o RAMP, Records and Archives Management Programme, constituído por vários estudos que tratam de questões importantes para os profissionais arquivistas, estando disponível em várias línguas.
A partir da década de 90, o CIA aliou-se ao Conselho Europeu de forma a fazer chegar à Europa as suas ideais a nível de gestão e acesso dos Arquivos. Em parceria com a UNESCO, vai operar no sentido de salvaguardar os arquivos que foram retirados da sua proveniência durante a guerra ou colonização, criando princípios jurídicos a serem seguidos, no sentido do património comum. Em 2010 o CIA aprova a Declaração Universal sobre os Arquivos e em Novembro de 2011, esta é adoptada, também pela UNESCO.

## Características e actividades
Esta organização é regulada por uma constituição que define o papel, missão e responsabilidades dos órgãos que constituem o CIA – a Assembleia Geral Anual (AGM) o Conselho Executivo e a Comissão de Gestão. Os Directores são eleitos por voto pelos membros. 
De entre os principais objectivos do conselho contam-se:
- Salvaguardar documentos de Arquivo;
- Aplicar os princípios arquivísticos na Administração Pública;
- Aplicar princípios legais na gestão arquivística;
- Alertar os órgãos de poder para a importância de uma correcta gestão arquivística;
- Resolver os problemas no âmbito da Arquivística;
- Dinamizar a preservação digital;
- Permitir o acesso do cidadão ao Arquivo.

A página oficial do CIA reflecte a ênfase da instituição na partilha de conhecimentos: links e troca de experiências por profissionais ou estudantes da área. Estes podem ser membros através de registo na página. Tem também acessível uma aplicação OKE (Open Knowledge Exchanges) que funciona como uma rede social onde é possível a troca de informações. Para além disto a página disponibiliza notícias no âmbito da arquivística. O conselho está também ligado a várias organizações a nível mundial, ligadas à preservação do património e/ou à arquivística.
- UNESCO (United Nations Educational, Scientific and Cultural Organization);
- Blue Shield;
- IFLA (International Federation of Library Associations and Institutions);
- ICOM (International Council of Museums);
- ICOMOS (Conseil International des Monuments et des Sites);
- CCAAA (Co-ordinating Council of Audiovisual Archives Associations);
- AIAF (Association Internationale des Archives Francophones).

### Normas
O contributo mais importante dado pelo CIA tem que ver com a sua contribuição no âmbito da normalização da prática arquivística. Desde o início dos anos 90 que foram sendo feitos esforços para criar normas e regulamentação para vários aspectos da profissão, das quais se destacam:
- ISAD(G) – Norma Geral Internacional de Descrição Arquivística
- ISAAR(CPF) – Norma Internacional de Registo de Autoridade Arquivística para Pessoas Colectivas, Pessoas Singulares e Famílias
- ISDF – Norma Internacional para a Descrição de Funções
- ISDIAH – Norma Internacional para Instituições com Acervo Arquivístico
- Código de ética (para profissionais da área em todo o Mundo, aprovado pelo ICA no XIII Congresso Internacional de Arquivos em Pequim, nos dias 4, 6 e 7 de Setembro de 1996)[5]
- Declaração Universal sobre os Arquivos[6]
- Documentos de Arquivo electrónicos: Manual para Arquivistas[7]